# Quo vadis, baby? (film)
Pour les articles homonymes, voir Quo vadis, baby?.
Pour plus de détails, voir Fiche technique et Distribution.
Quo vadis, baby? est un thriller italien, réalisé par Gabriele Salvatores, sorti en 2005. Il s'agit d'une adaptation du roman éponyme de la romancière italienne Grazia Verasani (it).

## Synopsis
Giorgia Cantini (Angela Baraldi (it)) est une détective privée sur le déclin qui décide de reprendre l'enquête sur le suicide de sa sœur, Ada (Claudia Zanella (it)), seize années après les faits.

## Fiche technique
- Titre : Quo vadis, baby?
- Réalisation : Gabriele Salvatores
- Scénario : Gabriele Salvatores et Fabio Scamoni d'après le roman Quo vadis, baby ? de Grazia Verasani (it)
- Photographie : Italo Petriccione (it)
- Musique : Ezio Bosso
- Montage : Claudio Di Mauro
- Décors : Rita Rabassini (it)
- Production : Maurizio Totti
- Société(s) de production : Colorado Film Production et Medusa Film
- Pays de production :  Italie
- Genre : Thriller et néo-noir[1]
- Durée : 102 minutes
- Dates de sortie : 
  - Italie, 27 mai 2005

## Distribution
- Angela Baraldi (it) : Giorgia Cantini
- Gigio Alberti (it) : Andrea Berti
- Claudia Zanella (it) : Ada Cantini
- Elio Germano : Lucio
- Luigi Maria Burruano : Cantini
- Andrea Renzi (it) : commissaire Bruni
- Alessandra D'Elia : Anna Loy
- Bebo Storti (it) : Lattice
- Stella Vordemann
- Gennaro Diana

## Prix et distinctions
- Prix Flaiano : prix de la meilleure réalisation en 2005 pour Gabriele Salvatores.
- Prix Flaiano : prix de la meilleure interprétation féminine en 2005 pour Angela Baraldi (it).
- Prix Flaiano : prix de la meilleure bande originale en 2005 pour Ezio Bosso.
- Nomination au Ruban d'argent du meilleur scénario en 2006 pour Gabriele Salvatores et Fabio Scamoni.
- Nomination au Ruban d'argent de la meilleure photographie en 2006 pour Italo Petriccione (it).
- Nomination au Ruban d'argent de la meilleure prise de son en 2006 pour Mauro Lazzaro.
- Nomination au Ruban d'argent de la meilleure musique de film en 2006 pour Ezio Bosso.

## Autour du film
- Il s'agit d'une adaptation du roman éponyme de la romancière italienne Grazia Verasani (it).
- Ce film a donné naissance à une série télévisée, Quo vadis, baby? (it), réalisée en 2008 par Guido Chiesa (it) et d'une durée de six épisodes. L'actrice Angela Baraldi (it) reprend son rôle.